# Ruhmeshalle
Ruhmeshalle es el Salón de la Fama diseñado por Leo von Klenze y construido cerca de Múnich, Alemania, entre 1843 y 1853. Fue encargado por el rey Luis I de Baviera y se erigió junto al río Isar frente a la Theresienwiese en Múnich como parte de un conjunto que incluye la estatua Bavaria. La Bavaria y la edificación de orden dórico con tres alas que es el Salón de la Fama de Theresienwiese constituyen un conjunto figurativo y simbólico.

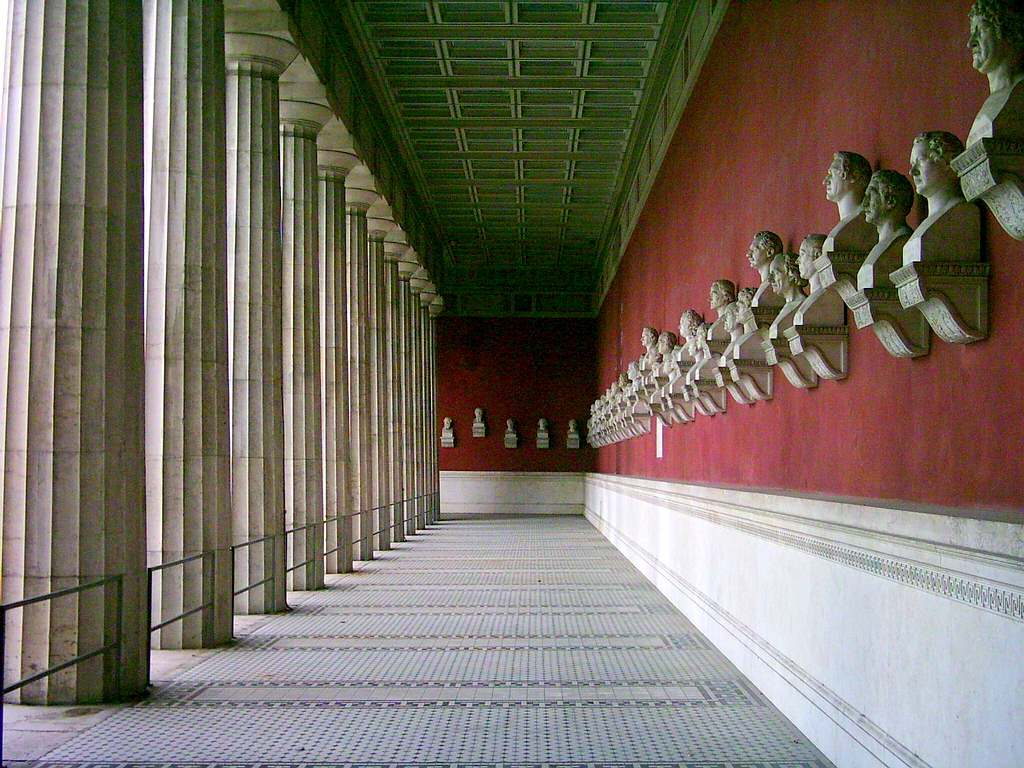
Bustos de alemanes ilustres en el interior

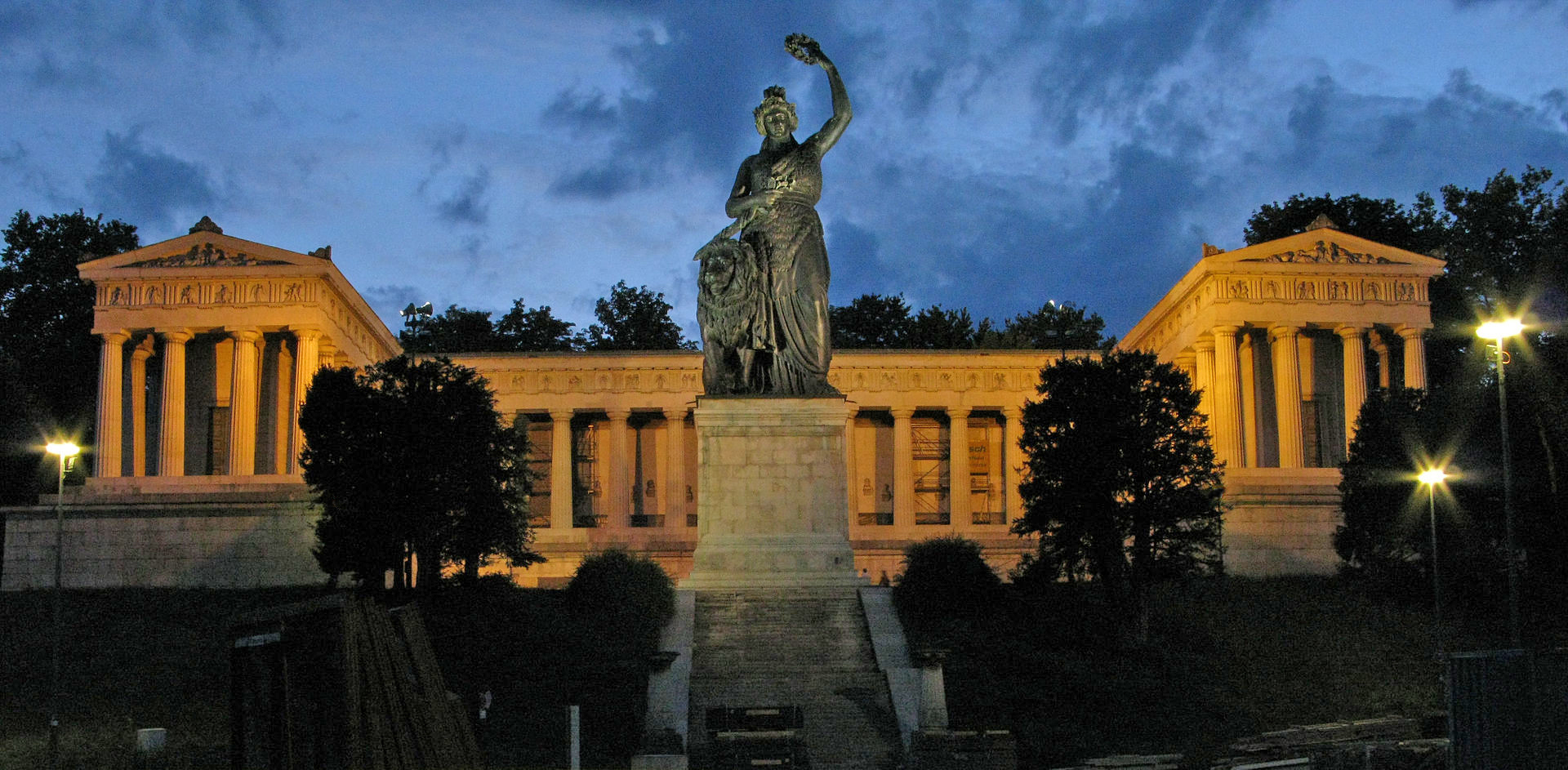
Vista nocturna

## Origen
En la juventud del príncipe Luis, se manifestaban las ambiciones de poder de Napoleón I de Francia, por un lado, y de Austria, por el otro. La casa de Wittelsbach era entonces apenas un juguete de las dos grandes potencias. Y esto prosiguió hasta 1805, año en que Napoleón "liberó" a Baviera y puso en el trono a Maximiliano I de Baviera con el título de rey. Durante ese tiempo se sucedieron guerras en tierras bávaras, situación que se prolongó hasta la batalla de Leipzig en 1813. En este contexto, el príncipe heredero Luis se hacía ideas acerca de una "Baviera de todas las tribus" y de una "gran nación alemana". 
Esto le motivó a imaginar varios proyectos edilicios y artísticos de monumentos nacionales representativos. Tras su ascenso al trono en 1825, mandó construir el Walhalla en Ratisbona, la Ruhmeshalle en Múnich y la Befreiungshalle en Kelheim, todas financiadas de su propio presupuesto; con todas ellas procuró representar una unidad política y artística, única en Alemania. Soñaba con convertir a Múnich en la "Atenas del Isar" como contrapartida a Dresde, la "Florencia del Elba".

## La edificación
El todavía príncipe heredero convocó a un concurso de ideas en 1833 para una edificación en la Theresienwiese, que "no podía ser copia del Walhalla, ni del Partenón", con lo cual se sugería utilizar otro estilo arquitectónico o bien un diseño imaginativo. En los proyectos presentados se planteó una especie de lucha entre el clasicismo grecorromano y el romanticismo que abrevaba en la Edad Media. Finalmente, en 1834 se decide, por motivos económicos, dejar a un lado los proyectos de Friedrich von Gärtner, Joseph Daniel Ohlmüller y Friedrich Ziebland, y se encarga a Leo von Klenze la construcción de la Ruhmeshalle; del mismo le impresionó la estatua colosal, nunca más vista desde la Antigüedad.
La sala es de 68 metros de ancho, 32 metros de profundidad, tiene una altura de 16 metros y se encuentra a 4,3 metros de altura con una base ligeramente inclinada. Se sustenta sobre 48 columnas con una altura de 6,95 metros y un diámetro de 1,25 metros construidas con piedra caliza de Kelheim. La sala alerga bustos de alemanes ilustres de todas las disciplinas.